# Treasury-Inseln
Die Treasury-Inseln sind eine kleine Inselgruppe im Nordwesten der pazifischen Salomon-Inseln. Die Inseln zählen politisch zur Western-Provinz des Inselstaats Salomonen.

## Geographie
Die größten Inseln sind Mono und Stirling, welche durch den tiefen, aber nur 800 Meter breiten Meeresarm Blanche Harbor getrennt sind. Mono ist eine vulkanische Insel, während Stirling eine flache Insel aus dem Korallengestein des Mono umgebenden Riffs ist. Zwischen den beiden Inseln liegen sieben sehr kleine Inseln, von West nach Ost: Biloviloina, Siaua, Three, Alua, Wilson (Hoe), Buvuana und Watson (Malukei).

## Geschichte
Die Treasury-Inseln wurden 1788 vom englischen Marineoffizier John Shortland (dem Älteren), nach welchem die benachbarten Shortland-Inseln benannt sind, für die westliche Welt entdeckt.
Im Zweiten Weltkrieg wurden die Inseln von den japanischen Truppen Anfang 1942 besetzt und konnten erst im Oktober 1943 von neuseeländischen und US-amerikanischen Truppen durch zwei amphibische Landungen erobert werden.
Das Erdbeben vom 1. April 2007 und der nachfolgende Tsunami richteten auf Mono erhebliche Schäden an.